# Plagiopsetta gracilis
Plagiopsetta gracilis is een straalvinnige vissensoort uit de familie van de schollen (Samaridae). De wetenschappelijke naam van de soort is voor het eerst geldig gepubliceerd in 2004 door Mihara & Amaoka.